# Chodsigoa parva
Chodsigoa parva är en däggdjursart som beskrevs av Glover Morrill Allen 1923. Chodsigoa parva ingår i släktet Chodsigoa och familjen näbbmöss. IUCN kategoriserar arten globalt som otillräckligt studerad. Inga underarter finns listade i Catalogue of Life.
Arten är bara känd från ett mindre område i bergstrakterna kring staden Lijiang i den kinesiska provinsen Yunnan. Exemplar hittades vid cirka 3000 meter över havet. Tidvis antogs att taxonet är ett synonym till Chodsigoa lamula. Däremot är Chodsigoa parva mindre och dessutom finns andra tydliga avvikelser i kraniets konstruktion. Tre exemplar som förvaras i museer har en kroppslängd (huvud och bål) av 54 till 56 mm, en svanslängd av 43 till 45 mm och 11 till 11,5 mm långa bakfötter. Pälsen är mörkare jämförd med Chodsigoa lamula.